# Theta Hydrae
Theta Hydrae (θ Hydrae, förkortat Theta Hya, θ Hya) som är stjärnans Bayerbeteckning, är en dubbelstjärna belägen i den nordvästra delen av stjärnbilden Vattenormen. Den har en skenbar magnitud på 3,89 och är synlig för blotta ögat där ljusföroreningar ej förekommer. Baserat på parallaxmätning inom Hipparcosuppdraget på ca 28,7 mas, beräknas den befinna sig på ett avstånd på ca 113 ljusår (ca 35 parsek) från solen.

## Egenskaper
Primärstjärnan Theta Hydrae A är en blå till vit stjärna i huvudserien av spektralklass B9.5 V och kan vara en Lambda Bootis-stjärna, vilket anger att den visar en underskott av järn i dess spektrum. Den har emellertid också underskott på syre, vilket är en egenskap som inte delas av andra Lambda Bootis-stjärnor och kan istället vara en ovanlig typ B-stjärna. Den har en massa som är ca 2,5 gånger större än solens massa, en radie som är ca 1,6 gånger större än solens och utsänder från dess fotosfär ca 52 gånger mera energi än solen vid en effektiv temperatur av ca 10 100 K. 
Theta Hydrae har en följeslagare av magnitud 9,9 belägen med en vinkelseparation på 29 bågsekunder. År 1998 upptäcktes en omkretsande vit dvärgstjärna genom observation av dess röntgenstrålning. Denna degenererade stjärna måste ha utvecklats från en föregångare som en gång var större än den nuvarande primärstjärnan. Burleigh och Barstow (1999) angav en beräknad massa till 0,68 gånger solens massa, medan Holberg et al. (2013) satte den så högt som 1,21 gånger solens massa. Det senare skulle placera den bortom den teoretiska övre gränsen för rester i form av en vit dvärg av typiska ensamma stjärnor som inte genomgått en sammanslagning eller massförlust.